# How Do You Solve a Problem Like Roberta?
"How Do You Solve a Problem Like Roberta?" (tạm dịch: "Làm sao Bạn có thể Giải quyết một Vấn đề như Roberta?") là tập phim thứ 11, trích từ mùa hai của bộ phim hoạt hình dài tập The Cleveland Show. Tập phim này đã được phát sóng trên kênh Fox tại Mỹ vào ngày 16 tháng 1 năm 2011 với sự xuất hiện đặc biệt của Wilmer Valderrama và dàn diễn viên của bộ phim truyền hình Glee.
Trong tập phim này, sau khi Cleveland chỉ trích việc dạy con của vợ mình, Donna đã để anh tự mình "đối mặt" với cô con gái Roberta. Tập phim giành được 5.5 triệu người xem, đánh bại American Dad! và Bob's Burgers.

## Nội dung
Tại một lễ hội, Cleveland đã thắng hai vé đi chơi cuối tuần tại một khu nghỉ dưỡng. Dù vậy, Rallo đã ước rằng mình được tàng hình, dù vậy, anh lại khỏa thân trước mặt mọi người và tin rằng mình đang tàng hình. Ở nhà, cô con gái Roberta và người mẹ Donna đã gây gổ với nhau, Donna sau đó đã không thể tìm được cách nào làm hòa với con gái. Vì vậy, Cleveland đã chỉ trích cô về kỹ năng làm mẹ của mình. Tức giận, Donna đã để anh tự mình "đối mặt" với Roberta và cùng Kendra đi đến khu nghỉ dưỡng bằng cặp vé mà anh đã thắng. Cleveland liên tục tìm cách để giúp cô ngoan ngoãn hơn bằng cách dành thời gian cho cô vui chơi với Federline, nhưng lại phát hiện rằng Roberta đã chia tay với anh và hẹn hò cùng một anh chàng 24 tuổi, Diego. Cleveland đã cố ngăn cản cô đi chơi với anh bằng cách trang điểm và trở thành người dẫn chương trình buổi tiệc tại gia cùng lời mời gửi đến Diego.
Khi bữa tiệc của Cleveland đã bị phá tan, anh đã chạy trốn lên phòng ngủ và bỏ mặc cô con gái tại buổi tiệc ồn ào dưới. Diego sau đó đã cùng Roberta trốn ra khỏi bữa tiệc ấy trên một chiếc xe, khi đó, cô đã phát hiện ra số tuổi thật của anh và việc Diego đã có con. Cleveland sau đó đã tìm Federline trong một bụi cây và khi anh đang khóc lóc buồn bã về việc hai người chia tay. Họ sau đó đã tìm thấy một chiếc xe từ tài xế cũ của Raymond và đồng thời cũng thấy anh ở ghế phía sau. Trong khi đó, Diego đang hăm dọa Roberta khi cô có ý định trốn ra khỏi chiếc xe của anh. Hai người sau đó đã chạy đua với Cleveland và Federline. Được "chỉ đạo" bởi Raymond, Cleveland sau đó đã đua với Diego và cố chặn lấy anh trước khi anh đưa cô đi quá xa. Raymond sau đó đã đẩy chiếc xe xuống dưới một dòng sông và họ đã cứu Roberta trong vụ chìm xe ấy.
Sau khi Cleveland đã cứu cô con gái của mình, anh đã đưa cho cô một chiếc thẻ ATM để cô lên xe của Federline và cùng anh "làm tình". Cleveland sau đó đã chạy mau về nhà, dọn dẹp mớ hỗn loạn của bữa tiệc thật nhanh trước khi Donna phát hiện. Khi Roberta đã thay đổi về tính cách của mình trước mặt mẹ, cô đã nghi ngờ có điều gì đó không ổn về con gái của mình, cho đến khi Cleveland đã kể hết vụ việc hồi cuối tuần qua. Ngoài ra, Cleveland Nhỏ, đã có một khoảng thời gian để đi bộ khỏa thân cùng Rallo trong phần cuối của tập phim.

## Những xuất hiện đáng chú ý

Dàn diễn viên của Glee từ trái sang phải: Rachel Berry, Finn Hudson, Kurt Hummel, Artie Abrams, Mr. Schuester, Mercedes Jones, Noah Puckerman, Quinn Fabray, Tina Cohen-Chang

- Tựa của bài hát "Maria" từ vở nhạc kịch The Sound of Music, đã được lặp lại nhiều lần trong phần kịch bản tập này.
- Dàn diễn viên của Glee đã xuất hiện với tư cách khác mời trong tập phim với các nhân vật gồm Will Schuester, Finn Hudson, Kurt Hummel, Rachel Berry, và Sue Sylvester.
- Trong tập phim này, Cleveland đã thực hiện phần "Ý kiến Cuối cùng", lấy cảm hứng từ The Jerry Springer Show.
- Khi bữa tiệc tại gia bắt đầu, Roberta đã bật ca khúc "Whoop That Trick", trình bày bởi Al Kapone.
- Khi dọn dẹp nhà cửa, bài hát "March of the Swivelheads" (bản phối của "Rotating Head") do nhóm "The English Beat" đã được trình bày. Còn cảnh ném bình hoa được chiếu chậm được lấy cảm hứng từ cảnh rượt đuổi và nhảy bạt trong "Ferris Bueller's Day Off".

## Sản xuất
Tập phim gồm sự xuất hiện của Jane Lynch, Matthew Morrison, Cory Monteith, Chris Colfer và Lea Michele nhưng với vai diễn của họ trong bộ phim truyền hình Glee.

## Tiếp nhận
Jason Hughes đã cho rằng "Đây có lẽ là chương trình thu hút nhất tối nay, Cleveland thể hiện hai cách dạy con khác nhau của Cleveland và Donna, kèm theo nhiều trò đùa thú vị khiến những vấn đề dạy dỗ này trở nên nhẹ nhàng và dễ dàng hơn. Cảnh phim hay nhất của tập này đó chính là cảnh Rallo chạy khoả thân ngoài đường khi đang tin rằng anh đang tàng hình. Đúng, những việc làm ngu ngốc này đã được thực hiện biết bao nhiêu lần, từ những tập phim đầu tiên khi anh làm những thứ như "bánh ma" hay "xì hơi ma," dù vậy, khán giả vẫn không hề để ý đến anh. Ngoài ra, Cleveland Nhỏ trong cảnh cuối còn bắt chước anh và tạo nên ấn tượng mạnh cho Rallo." Anh còn nói thêm, "Mặc dù bộ phim có khởi đầu không suôn sẻ, nhưng tập phim này đã mang đến những tiếng cười vui vẻ và kết thúc với một câu chuyện hoàn toàn bất ngờ."
Family Guy trong tập vừa qua khá thất bại khi chỉ giành 4.7 đến 3.7 triệu người xem nhưng vẫn giữ lại tổng cộng 7 triệu người, đánh bại bộ phim The Simpsons với con số 6.4 triệu khán giả (từ 5.7 xuống 3.1). Sau đó, The Cleveland Show đã tăng lên 5.5 triệu người xem trong tập này (lấy từ đánh giá 2.7 triệu), gần bằng 5.1 khán giả (2.6) xem tập phim của Bob's Burgers, một con số khá khác biệt đối với tập phim đầu tiên tuần trước.